# Tupungato
Tupungato je vulkán v Chilsko-argentinských Andách, v hlavním a nejvyšším horském pásmu Cordillera Principal.
Nachází se na státní hranici Chile a Argentiny, 65 kilometrů východně od hlavního města Chile Santiaga.
Nejvyšší hora And a Ameriky Aconcagua leží přibližně 85 kilometrů severně. Tupungato je s nadmořskou výškou 6 565 metrů dvanáctou nejvyšší horou Ameriky.